# Phùng Khắc Khoan
Phùng Khắc Khoan (chữ Hán: 馮克寬；1528-1613), tự là Hoằng Phu, hiệu là Nghị Trai, Mai Nham Tử, tục gọi là Trạng Bùng (mặc dù chỉ đỗ Nhị giáp tiến sĩ, tức Hoàng giáp); là quan nhà Lê trung hưng và là nhà thơ Việt Nam.

## Thân thế và sự nghiệp
Phùng Khắc Khoan sinh năm 1528 tại làng Bùng, xã Phùng Xá, huyện Thạch Thất, trấn Sơn Tây (nay thuộc thành phố Hà Nội). Tương truyền, ông là em cùng mẹ khác cha với Trạng nguyên Nguyễn Bỉnh Khiêm.
Thuở nhỏ, ông được cha rèn cặp, sau theo học Trạng nguyên Nguyễn Bỉnh Khiêm. Tuy nổi tiếng là người có văn tài, kiêm thông cả thuật số, nhưng ông không đi thi và không chịu ra làm quan với triều Mạc.
Đầu đời vua Lê Trung Tông (1548–1556), ông theo Lê Bá Ly tham gia công cuộc phù Lê diệt Mạc. Năm Đinh Tỵ (1557), Phùng Khắc Khoan đỗ đầu khoa thi Hương ở Yên Định (Thanh Hóa) lúc 29 tuổi. Thái sư Trịnh Kiểm biết ông là người có mưu lược, có học thức uyên bác cho giữ chức Ký lục ở ngự dinh, trông coi quân dân bốn vệ, và cho tham dự việc cơ mật.
Từ năm 1558 đến 1571 đời Lê Anh Tông, ông vâng mệnh đi các huyện chiêu dụ lưu dân về làm ăn như cũ. Khi về được thăng Cấp sự trung Binh khoa, rồi đổi sang Cấp sự trung bộ Lễ. Vì trái ý vua, ông phải giáng chức ra thành Nam thuộc Nghệ An, ít lâu sau lại được triệu về.
Năm Canh Thìn (1580) đời Lê Thế Tông, bắt đầu mở thi Hội ở Vạn Lại (Thanh Hóa), ông xin dự thi và đỗ Hoàng giáp, được thăng làm Đô cấp sự. Năm 1582, ông xin từ quan về nhà riêng ở Vạn Lại, vua cho. Song đến năm sau (1583), thì vời ông ra làm Hồng lô tự khanh. Năm 1585, ông sang làm Hữu thị lang bộ Công, rồi cử làm Thừa chính sứ Thanh Hoa (tức Thanh Hóa). Theo bài tựa Ngôn chí thi tập do ông làm năm 1586, thì chức tước của ông lúc bấy giờ là: "Công thần Kiệt tiết Tuyên lực, đặc ân Kim tử vinh lộc đại phu, làm chức Tán trị thừa chánh sứ ty các xứ Thanh Hoa".
Năm 1592, nhà Lê trung hưng đánh đuổi được nhà Mạc, trở về kinh đô Thăng Long. Năm 1593, Phùng Khắc Khoan được phong chức Kiệt tiết tuyên lực, công thần, năm 1595, được thăng Công bộ Tả thị lang.
Năm Đinh Dậu (1597), ông đang làm Tả thị lang bộ Công và đã 69 tuổi, thì được cử làm Chánh sứ sang triều Minh (Trung Quốc). Về nước, ông được thăng làm Tả thị lang bộ Lại, tước Mai Lĩnh hầu. Năm 1599, vua Lê Kính Tông lên nối ngôi, Phùng Khắc Khoan được thăng làm Thượng thư bộ Công. Năm 1602, thăng ông làm Thượng thư bộ Hộ, tước Mai Quận công .
Ít lâu sau, ông xin về quê trí sĩ và nhiệt tình tham gia xây dựng làng xã. Đáng kể là việc ông đã tổ chức đào mương dẫn nước vào các cánh đồng quanh núi Thầy, đưa nước về tưới cho các cánh đồng Phùng Xá và Hoàng Xá.
Phùng Khắc Khoan mất năm Quý Sửu (1613), thọ 85 tuổi, được truy tặng chức Thái phó.

## Các tác phẩm chính

### Tác phẩm bằng chữ Nôm
- Ngư phủ nhập Đào nguyên (Truyện người đánh cá vào suối hoa đào) còn gọi là "Đào nguyên hành". Đây là khúc ca do ông làm khi bị đày vào thành Nam (Nghệ An) vì trái ý vua,[2] nhưng nay đã thất truyền.
- Lâm tuyền vãn (Bài vãn ca về cảnh sống nơi rừng suối): gồm 185 câu thơ lục bát. Chưa thể khẳng định được bài vãn này có phải là "Ngư phủ nhập Đào nguyên" hay không.
- Chu Dịch quốc âm ca: là sách diễn nghĩa về Kinh Dịch, nhưng nay đã không còn. Bản Chu Dịch quốc âm ca (trùng tên) hiện nay là của danh sĩ Đặng Thái Bằng (1678-?).[7]

Ngoài ra, ông còn để lại một vài bài tựa (viết cho một vài tập thơ), và văn bia. Tương truyền, một số tập sách sau đây cũng là của ông: Phùng Thượng thư sấm (Lời sấm của Thượng thư họ Phùng), Binh gia yếu chỉ (Những phương lược trọng yếu của nhà binh), Tư thiên gia truyền chú (Chú giải bộ sách gia truyền về việc xem xét thiên văn),...nhưng không có căn cứ gì xác thực.

### Tác phẩm bằng chữ Hán
- Ngôn chí thi tập (Tập thơ nói chí): được viết từ năm 16 tuổi đến năm 86 tuổi. Cứ 10 năm thì đóng thành tập, phải có tới 7 tập, nhưng hiện nay chỉ còn đến tập V, tức lúc tác giả chừng 60 tuổi, tổng cộng khoảng 260 bài. Đây là tập thơ (có xen vài bài từ) vừa có tính chất ghi chép, vừa có tính chất trữ tình. Nội dung bao gồm mọi mặt sinh hoạt, tâm tình, hành vi và lý tưởng trong gần suốt cuộc đời của tác giả. Đầu tập thơ có bài tựa của ông làm năm 1586.[9]
- Huấn đồng thi tập (Tập thơ dạy trẻ): gồm 172 bài vịnh thời tiết, khí hậu, cây cỏ, côn trùng...để dạy trẻ; nhưng hiện nay chỉ còn khoảng 30 bài.
- Đa thức tập (Tập thơ biết nhiều): nhân đọc Kinh Thi thấy có tên các loại cỏ cây, chim muông, côn trùng, cá...nhân đó, ông làm ra tập thơ này. Hiện còn khoảng 100 bài. Cũng như Huấn đồng thi tập, Đa thức tập viết ra với mục đích giáo huấn và cung cấp kiến thức cho trẻ, nên giá trị văn học không cao.[10]
- Mai Lĩnh sứ hoa thi tập (Tập thơ đi sứ Trung Quốc qua cửa quan Mai Lĩnh): gồm các bài viết với tính chất giao tế, thù tạc và bộc lộ tâm sự nhớ nước thương nhà.

Tương truyền, ông đã gặp thần nữ là Liễu Hạnh công chúa cả thảy hai lần, và đều có xướng họa thơ: một lần gặp ở chùa Thiên Minh (Lạng Sơn) khi ông đi sứ về, một lần ở Hồ Tây (nay thuộc Hà Nội) khi ông cùng với hai bạn họ Ngô và họ Lý đi chơi thuyền. Lần ở Hồ Tây, người tiên kẻ tục bèn làm thơ xướng họa liên ngâm, sau được nữ sĩ Đoàn Thị Điểm chép trong truyện "Vân Cát thần nữ" ở tập Truyền kỳ tân phả của bà. Theo nhà nghiên cứu Bùi Duy Tân, thì bài thơ ấy được đặt tên là Tây Hồ quan ngư (Xem cá Hồ Tây). Bản tiếng Việt do Phan Kế Bính dịch có tên là Hồ Tây tức cảnh.

## Thành tựu nổi bật và ghi công

### Việc đi sứ nhà Minh
Trong Lịch triều hiến chương loại chí, phần "Nhân vật chí", Phan Huy Chú đã viết về Phùng Khắc Khoan như sau: 
..."Bấy giờ nhà Minh nhận hối lộ của con cháu nhà Mạc, (nên) không chịu nhận sứ. Ông lúc còn đợi mệnh (vua Minh), liền đưa thư cho Súy ty nhà Minh, kể rõ việc nhà Mạc cướp ngôi (nhà Hậu Lê)... Người Minh khen là có nghĩa mới cho sứ thần qua cửa quan. Khi đã đến Yên Kinh (Bắc Kinh ngày nay), Lễ bộ đường (triều Minh) trách về việc người vàng ta đem cống không làm theo mẫu cũ làm cúi đầu, nên lại ngăn không cho sứ vào chầu. Ông cãi lại rằng: 'Nhà Mạc cướp ngôi, danh nghĩa là nghịch; nhà Lê khôi phục lại, danh nghĩa là thuận. Nhà Mạc dâng người vàng hình cúi đầu thay mình, đã là may lắm. Còn như đời Lê bao đời làm công thần: kiểu người vàng ngửa mặt, quy chế cũ còn đó. Nay lại bắt theo lệ nhà Mạc, thì lấy gì để khuyên việc chiêu an và trừng giới việc trách phạt được'. Việc đến tai vua Minh (Minh Thần Tông), cuối cùng lại cho theo thể thức cũ của nhà Lê buổi trước (tức tượng không cúi đầu). Bấy giờ ông mới được vào chầu, lĩnh ấn sắc đem về nước. Người Trung Quốc đều khen là sứ giỏi...Gặp ngày sinh nhật của vua Minh, ông làm dâng lên 30 bài thơ, được vua Minh phê rằng: '(Thế mới biết) nhân tài không chỗ nào là không có'...Ông lại cùng làm thơ với sứ Triều Tiên là Lý Toái Quang. Ông cầm bút viết xong ngay được, (khiến) Toái Quang rất phục tài.... Trở về nước, chúa Trịnh Tùng rất kính trọng, gọi ông là "Phùng tiên sinh" mà không gọi tên, và người trong nước đều gọi ông là Trạng nguyên, vì kính mến tài năng của ông...Ông là người cương quyết, sáng suốt, có tài, cái gì cũng biết được chỗ cốt yếu. Văn chương ông thanh nhã, dồi dào, có các tập truyền ở đời.
Việc đáng kể nữa, đó là trong thời gian ở Trung Quốc, Phùng Khắc Khoan đã học bằng cách nhập tâm cách dệt the lượt mỏng, cách trồng ngô (bắp), vừng (mè). Về nước, ông truyền dạy lại cho dân, vì vậy mà được tôn làm ông tổ các nghề ấy. Ngoài ra, ông còn đem về được một số giống lúa tốt, mang lại lợi ích cho dân....

#### Giao lưu với sứ thần Triều Tiên
Năm 1597, trong thời gian đi sứ nhà Minh, sứ thần Đại Việt là Phùng Khắc Khoan đã gặp gỡ và trao đổi thơ văn với sứ thần Triều Tiên là Lý Túy (Toái) Quang.
“  "Khắc Khoan đến Yên Kinh, vừa gặp tiết Vạn Thọ của vua Minh, dâng 30 bài thơ lạy mừng. Anh vũ điện đại học sĩ thiếu bảo kiêm thái tử thái bảo Lại bộ thượng thư nhà Minh là Trương Vị đem tập thơ Vạn Thọ ấy dâng lên. Vua Minh cầm bút phê rằng: 'Người hiền tài ở đâu mà không có. Trẫm xem thơ, thấy hết lòng trung thành của Phùng Khắc Khoan, rất đáng khen ngợi'. Liền sai đưa xuống khắc in để ban hành trong nước. Khi ấy, sứ Triều Tiên là Hình tào tham phán Lý Toái Quang viết tựa cho tập thơ... ”—  Ngô Sĩ Liên,  Đại Việt sử ký toàn thư,  Quyển XVII, Kỷ Nhà Lê, Thế Tông Nghị Hoàng Đế, phần 2.   
Sách Chi Phong loại thuyết của Lý Túy Quang chép (lược dịch và phiên âm):
“ 安南使臣萬壽聖節慶賀詩集序夫天地有精英淸淑之氣。或鍾于物。或鍾于人。故氣之所鍾。扶輿磅礴。必生瑰奇秀異之材。不專乎近而在乎遠。不稟于物則在于人焉。吾聞交州。南極也。多珠璣金玉琳琅象犀之奇寶。是固精英淸淑之氣。特鍾于彼。而宜有異人者出於其間。豈獨奇寶乎哉。今使臣馮公。皤然其髮。臞然其形。年七十而顏尙韶。譯 重三而足不繭。觀禮明庭。利賓王國。其所著萬壽慶賀詩三十一篇。揄揚敍述。詞意渾厚。足以唾珠璣而聲金玉。亦豈所謂異人者哉。噫。大明中天。
贈安南國使臣二首

萬里來從瘴癘鄕。遠憑重譯謁君王。
提封漢代新銅柱。貢獻周家舊越裳。
山出異形饒象骨。地蒸靈氣產龍香。
卽今中國逢神聖。千載風恬海不揚。

聞君家在九眞居。水驛山程萬里餘。
休道衣冠殊制度。却將文字共詩書。
來因獻雉通蠻徼。貢爲包茅覲象輿。
回首炎州歸路遠。有誰重作指南車。
Tặng An Nam quốc sử thần nhị thủ

Vạn lý lai tòng chướng lệ hương. Viễn bằng trọng dịch yết quân vương.

Đề phong hán đại tân đồng trụ. Cống hiến chu gia cựu Việt Thường.

Sơn xuất dị hình nhiêu tượng cốt. Địa chưng linh khí sản long hương.

Tức kim Trung Quốc phùng thần thánh. Thiên tái phong điềm hải bất dương.

Văn quân gia tại cửu chân cư. Thủy dịch sơn trình vạn lý dư.

Hưu đạo y quan thù chế độ. Khước tương văn tự cộng thi thư.

Lai nhân hiến trĩ thông man kiếu. Cống vi bao mao cận tượng dư.

Hồi thủ viêm châu quy lộ viễn. Hữu thùy trọng tác chỉ nam xa. ”— 李睟光, 《芝峰先生集》·卷八·安南使臣萬壽聖節慶賀詩集序 Lý Túy Quang 《 Chi Phong tiên sinh tập 》· quyển bát · An Nam sử thần vạn thọ thánh tiết khánh hạ thi tập tự   
Bài thơ Phùng Khắc Khoan tặng lại Lý Túy Quang:
“ 答朝鮮國使李睟光

義安何地不安居。禮接誠交樂有餘。
彼此雖殊山海域。淵源同一聖賢書。
交鄰便是信為本。進德深惟敬作輿。
記取使軺回國日。東南五色望雲車。
 Đáp Triều Tiên quốc sứ Lý Tuý Quang

Nghĩa An hà địa bất an cư,

Lễ tiếp thành giao lạc hữu dư.

Bỉ thử tuy thù sơn hải vực,

Uyên nguyên đồng nhất thánh hiền thư.

Giao lân tiện thị tín vi bản,

Tiến đức thâm duy kính tác dư.

Ký thủ sử diêu hồi quốc nhật,

Đông nam ngũ sắc vọng vân xa.
  ”— Phùng Khắc Khoan, Hoàng Việt thi tuyển, quyển 5.   

### Văn học
Về phương diện văn học, nhìn chung thơ văn Phùng Khắc Khoan là tiếng nói chân thành của một trí thức dân tộc có tâm huyết, có tấm lòng yêu nước thương đời. Tuy sống trong thời buổi suy vi, nhưng vẫn tin tưởng ở tương lai xán lạn của đất nước, vẫn tin tưởng sức người có thể đổi loạn thành trị, cứu nguy thành an...Thơ chữ Nôm của ông giản dị, giàu phong vị, có tác dụng đẩy mạnh sự phát triển của thơ Nôm Việt Nam. Thơ chữ Hán của ông cũng có phong thái hồn hậu, mực thước, được Phan Huy Chú khen ngợi (như trên)...

### Các công trình gắn liền với tên tuổi của Phùng Khắc Khoan
Ghi nhận công đức của Phùng Khắc Khoan, người dân Phùng Xá đã lập đền thờ ông, thành phố Hà Nội có phố Phùng Khắc Khoan (thị xã Sơn Tây và quận Hai Bà Trưng), và ở Quận 1, Thành phố Hồ Chí Minh có đường Phùng Khắc Khoan. Tại xã Bình Phú, Thạch Thất, Hà Nội có trường THPT Phùng Khắc Khoan.